# Внутрішній космос
«Внутрішній космос» або «Внутрішній простір» (англ. Innerspace) — американський науково-фантастичний комедійний фільм 1987 року режисера Джо Данте і продюсера Майкла Фіннелла. Стівен Спілберг був виконавчим продюсером. Натхненням для фантастичної комедії став науково-фантастичний фільм 1966 року «Фантастична подорож». Головні ролі зіграли Денніс Квейд, Мартін Шорт, Мег Раян, Роберт Пікардо та Кевін МакКарті. Композитором став Джеррі Голдсміт.
Фільм заробив понад 25 мільйонів доларів і не окупив витрати на своє створення, проте отримав «Оскар» (єдиний фільм, режисером якого був Данте) і загалом схвальні відгуки критиків.
За сюжетом, американський пілот-лейтенант Так Пендлтон бере участь в науковому експерименті. Його планують зменшити та в батискафі помістити в організм кролика. Однак саме в той момент, коли його зменшили до розмірів клітини, на лабораторію нападають найманці, найняті конкуруючою організацією. В результаті батискаф із Таком випадково потрапляє в тіло службовця супермаркету Джека Паттера, а мікросхема, що дозволяє повернутися назад, викрадена. Тепер найманці починають полювати за Джеком, який нічого не підозрює.

## Сюжет
У Сан-Франциско пілот-невдаха ВМС США, лейтенант Так Пендлтон, звільняється та вирішує стати добровольцем у експерименті зі зменшення. Його поміщають у батискаф, який зменшується в спеціальній камері до мікроскопічних розмірів. Потім батискаф за допомогою шприца повинні вколоти у кров піддослідного кролика. Та в цей час лабораторію атакує конкуруюча організація, очолювана доктором Маргарет Канкер, яка планує викрасти технологію зменшення. Керівник експерименту Оззі Векслер, знаючи про наміри Канкер, тікає зі шприцом. Уникаючи переслідування, Оззі опиняється в торговому центрі. Поранений, він вколює шприцем випадкового перехожого — боягузливого касира Джека Паттера.
Так не усвідомлює, що сталося, і вважає, що опинився в кровоносній системі кролика. Після того, як спроби зв'язатися з лабораторією по радіо зазнали невдачі, Так вирішує самостійно дізнатися в чому справа. Він підмикається до зорового нерва, щоб бачити світ назовні. Зрозумівши, що опинився всередині людини, Так підмикається до внутрішнього вуха Джека, що дозволяє йому говорити з носієм. Він пояснює, що батискаф має обмежений запас кисню, тому потрібно повернутися до лабораторії, де Така зуміють витягнути.
Коли Джек приходить до лабораторії, вчені пояснюють, що нападники вкрали мікросхему, без якої Така неможливо збільшити. Джек зв'язується з колишньою дівчиною Така, Лідією Максвелл, репортеркою, знайомою з «Ковбоєм», який планує купити мікросхему. Так використовує обладнання батискафа, щоб контролювати м'язи обличчя Джека та зробити його схожим на «Ковбоя». Лідія та Джек зустрічаються з торговцем Скрімшоу, щоб вкрасти в нього мікросхему. Однак Джек хвилюється і його обличчя втрачає маскування. Найманець Айго захоплює його та Лідію та відводить до своєї лабораторії. Під час ув'язнення Джек і Лідія цілуються, внаслідок чого Так через слину потрапляє в тіло Лідії. Злочинці зменшують Айго в костюмі для глибоководного пірнання та вводять його в організм Джека. Мета Айго — знайти Така, убити його та отримати другу мікросхему, сховану в його батискафі.
Після того, як Айго ввели ін'єкцію, Джек і Лідія тікають, викрадають мікросхему та наказують усім в лабораторії ввійти до камери для зменшення, щоб вони не могли більше нікому нашкодити. Однак, не знаючи, як нею керувати, їм вдається зменшити їх лише на половину. Так, який тепер перебуває всередині Лідії, знаходить дитину, яка росте, і розуміє, що Лідія вагітна від нього. Підійшовши до її барабанної перетинки та загравши пісню («Купідон» Сема Кука), Так дає Лідії зрозуміти, що він тепер в її тілі. Джек і Лідія знову цілуються, щоб перевести його назад у тіло Джека. Обоє повертаються до лабораторії, щоб збільшити його, не підозрюючи, що перетворені на карликів Скрімшоу та Канкер ховаються на задньому сидінні. Поки ті намагаються захопити Джека та Лідію, Айго знаходить Така в стравоході Джека та нападає. Так пошкоджує костюм Айго та скидає до шлунка, де нападника переварює шлунковий сік.
У Така лишаються лічені хвилини до того, як запас кисню вичерпається. Джек, за підказкою Така, змушує себе чхнути та викинути батискаф назовні. Так і батискаф успішно збільшуються, і він возз'єднується з Лідією та нарешті може особисто зустрітися з Джеком.
Так одружується з Лідією, а мікросхеми тепер слугують йому запонками. Коли подружжя сідає в лімузин, з'ясовується, що водієм є «Ковбой», а досі зменшені Скрімшоу і Канкер ховаються у валізі в багажнику. Джек впізнає Ковбоя та поспішає за ними, щоб попередити молодят про небезпеку.

## У ролях
| Актор             | Роль                   |
| ----------------- | ---------------------- |
| Денніс Квейд      | лейтенант Так Пендлтон |
| Мартін Шорт       | Джек Паттер            |
| Мег Раян          | Лідія Максвелл         |
| Кевін МакКарті    | Віктор Юджин Скраймшоу |
| Фіона Льюїс       | доктор Маргарет Кенкер |
| Вернон Веллс      | містер Айго            |
| Роберт Пікардо    | Ковбой                 |
| Венді Шаал        | Венді                  |
| Гарольд Сильвестр | Піт Бланшар            |
| Вільям Шеллерт    | доктор Грінбуш         |
| Генрі Гібсон      | містер Вормвуд         |
| Джон Гора         | Оззі Векслер           |
| Марк Л. Тейлор    | доктор Найлес          |
| Орсон Бін         | редактор Лідії         |
| Кевін Гукс        | Двейн                  |
| Дік Міллер        | таксист                |

## Сприйняття
Агрегатор рецензій Rotten Tomatoes повідомляє, що 82 % критиків дали фільму позитивний відгук на основі 38 відгуків із середнім балом 6,8/10. На Metacritic середня оцінка склала 66 з 100, що відповідає «переважно схвальним» рецензіям.
Дессон Гоув вказав у газеті «The Washington Post», що Джо Данте вигадав веселу нісенітницю, яка слугує тільки фоном для витівок Мартіна Шорта в образі Джека. Згідно з рецензією Гоува, «„Внутрішній космос“ важливий одним — визнанням Мартіна Шорта найсмішнішим новачком у Голлівуді».
Роджер Еберт писав про «Внутрішній космос»: «Перед вами абсурдний, громіздкий, надто сюжетний фільм, який, попри те, цікавий». Критик похвалив спецефекти, що показують зсередини людський організм, а також акторську гру Квейда і Шорта. Еберт зазначив — «„Внутрішній космос“ ніколи не знає, чи бути комедією чи трилером», але якщо фільм здається задовгим, то тільки через велику кількість ідей.